# Marie Léonie Manière
Marie Léonie Manière, geborene Marie Léonie Deschamps, (* 10. April 1826 in Marey-sur-Tille; † 4. November 1887 in Paris) war eine französische Lehrerin, die während der Pariser Kommune 1871 als republikanische Aktivistin tätig war.

## Leben
Marie Léonie Manière war mit einem Holzhändler verheiratet. 1866, im Alter von 40 Jahren, legte sie als Witwe ihr Patent als Lehrerin ab. Am 3. April, also während der Pariser Kommune, gründete sie in Paris eine weltliche Schule für Mädchen.
Am 3. April 1871 erläuterte sie ihr Programm in Le Vengeur, einer Zeitung, die vor und während der Belagerung von Paris 1870 und der Kommune 1871 erschien. Es ging ihr um die Einrichtung von Atelierschulen für Schülerinnen im Alter von 12 Jahren, die sowohl theoretischen als auch praktischen Unterricht erhalten sollten. Das Lehrerkollegium würde aus Arbeiterinnen und Intellektuellen bestehen. Manière erklärte: „Der Wissensaustausch, der zwischen diesen verschiedenen, Seite an Seite arbeitenden Intelligenzen stattfinden würde, würde ein sehr günstiges Umfeld für einen fortschrittlichen, völlig vorurteilsfreien Unterricht bilden“.
Manière wurde am 16. April 1871 in Sèvres im Besitz von kommunistischen Zeitungen und Plakaten verhaftet, die die Provinz dazu aufriefen, sich der Pariser Kommune anzuschließen.
Auf dem französischen Arbeiterkongress legte sie am 6. Oktober 1876 in der Sitzung, die der Lehrlingsausbildung und dem Berufsunterricht gewidmet war, ihren Standpunkt dar. Sie forderte „die gleiche Ausbildung für Männer und Frauen und die Entwicklung von Berufsschulen durch die Gewerkschaftskammern.“
Die X. Strafkammer klagte sie zusammen mit Jules Guesde, Gabriel Deville und Marie Bonnevial wegen unerlaubter Vereinigung bei der Organisation eines internationalen Arbeiterkongresses an, der am 5. September 1878 in Paris stattfinden sollte. Sie wurde nicht verurteilt.
Am 16. März 1879 wurde das sozialistische Zentralkomitee zur Unterstützung von Amnestierten und Nichtamnestierten gegründet, um eine vollständige Amnestie zu fördern und Gelder zu sammeln, um den Kommunarden zu helfen, die deportiert oder mit einem Aufenthaltsverbot belegt worden waren. Manière wurde deren Sekretärin und unterzeichnete einen Aufruf an die Arbeitergesellschaften und konstituierten Gruppen in Frankreich. Überraschenderweise war die Exekutive des Komitees zu dieser Zeit offen für Frauen und umfasste auch Hubertine Auclert und Victoire Tinayre.
Manière trat 1885 dem Frauenkomitee von Jules Allix bei, einem sozialistischen Aktivisten und ehemaligen Kommunarden.
Die rechtsgerichteten Zeitungen griffen Léonie Manière scharf an und gingen sogar bis zur Beleidigung, als Le Gaulois sie als „bucklig“ bezeichnete. Les Droits de l’homme beschrieb sie als eine Frau mit „ernstem Gesicht, Trauerkleidung und grauem Haar“. Jean-Baptiste Clément beschrieb sie als eine Frau mit „Initiative und Hingabe (...) manchmal wütend und nicht mehr zu halten, manchmal fröhlich und enthusiastisch, als hätte sie gerade die rote Fahne im Rathaus gehisst“.